# Юрт (коммуна)
Юрт (фр. Urt) — коммуна во Франции, находится в регионе Аквитания. Департамент — Атлантические Пиренеи. Входит в состав кантона Нив-Адур. Округ коммуны — Байонна.
Код INSEE коммуны — 64546.

## География

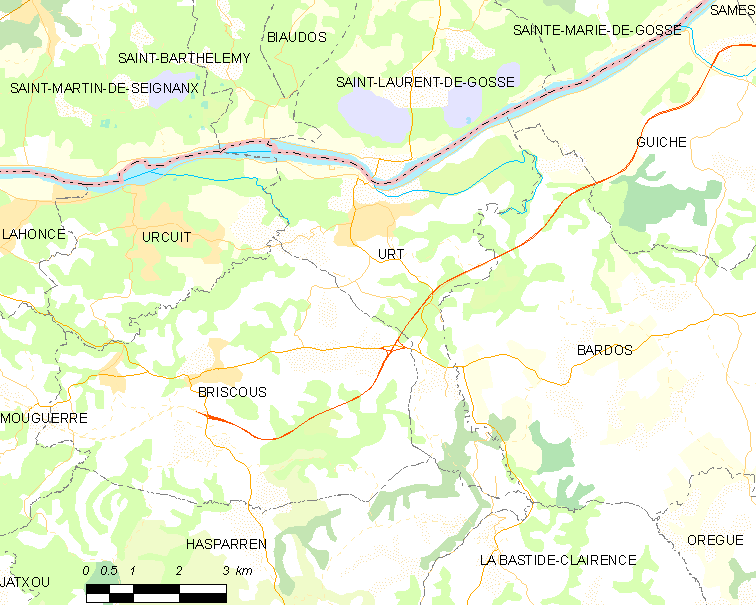
Карта коммуны

Коммуна расположена приблизительно в 660 км к юго-западу от Парижа, в 160 км южнее Бордо, в 80 км к западу от По.
По территории коммуны протекают реки Адур и Аран..

## Климат
Климат тёплый океанический. Зима мягкая, средняя температура января — от +5°С до +13°С, температуры ниже −10 °C бывают редко. Снег выпадает около 15 дней в году с ноября по апрель. Максимальная температура летом порядка 20-30 °C, выше 35 °C бывает очень редко. Количество осадков высокое, порядка 1100 мм в год. Характерна безветренная погода, сильные ветры очень редки.

## Население
Население коммуны на 2010 год составляло 2195 человек.
| 1962 | 1968 | 1975 | 1982 | 1990 | 1999 | 2010 |
| ---- | ---- | ---- | ---- | ---- | ---- | ---- |
| 1180 | 1047 | 1055 | 1120 | 1583 | 1702 | 2195 |

## Администрация
| Период | Период | Фамилия       | Партия                                                         | Примечания                   |
| ------ | ------ | ------------- | -------------------------------------------------------------- | ---------------------------- |
| 1983   | 2008   | Жан Кастень   | Объединение в поддержку республики → Союз за народное движение | генеральный советник кантона |
| 2008   | 2020   | Робер Латайад |                                                                |                              |

## Экономика
В 2010 году среди 1359 человек трудоспособного возраста (15-64 лет) 1018 были экономически активными, 341 — неактивными (показатель активности — 74,9 %, в 1999 году было 69,1 %). Из 1018 активных жителей работали 935 человек (488 мужчин и 447 женщин), безработных было 83 (35 мужчин и 48 женщин). Среди 341 неактивных 77 человек были учениками или студентами, 158 — пенсионерами, 106 были неактивными по другим причинам.

## Фотогалерея

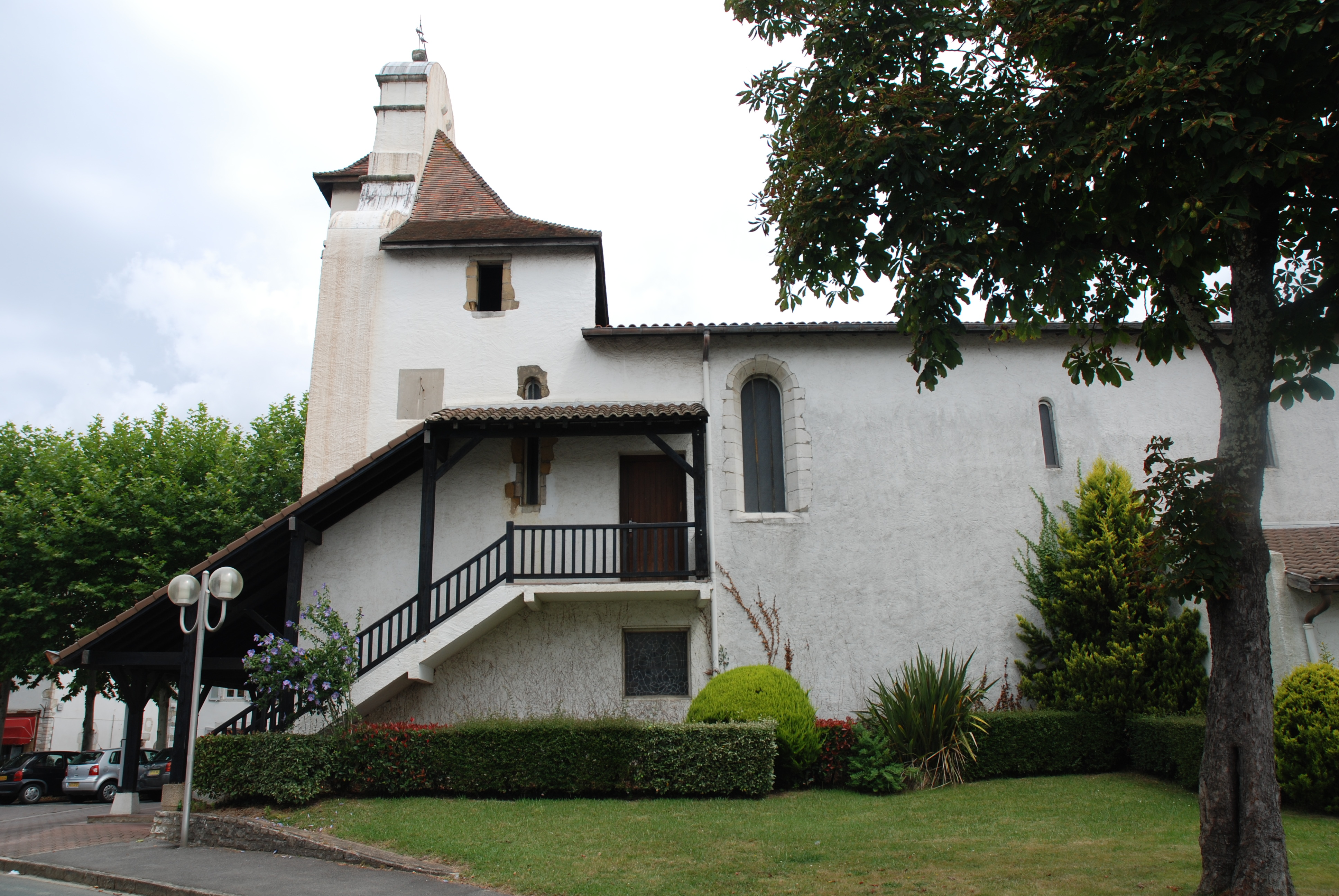
Церковь Успения Божьей Матери
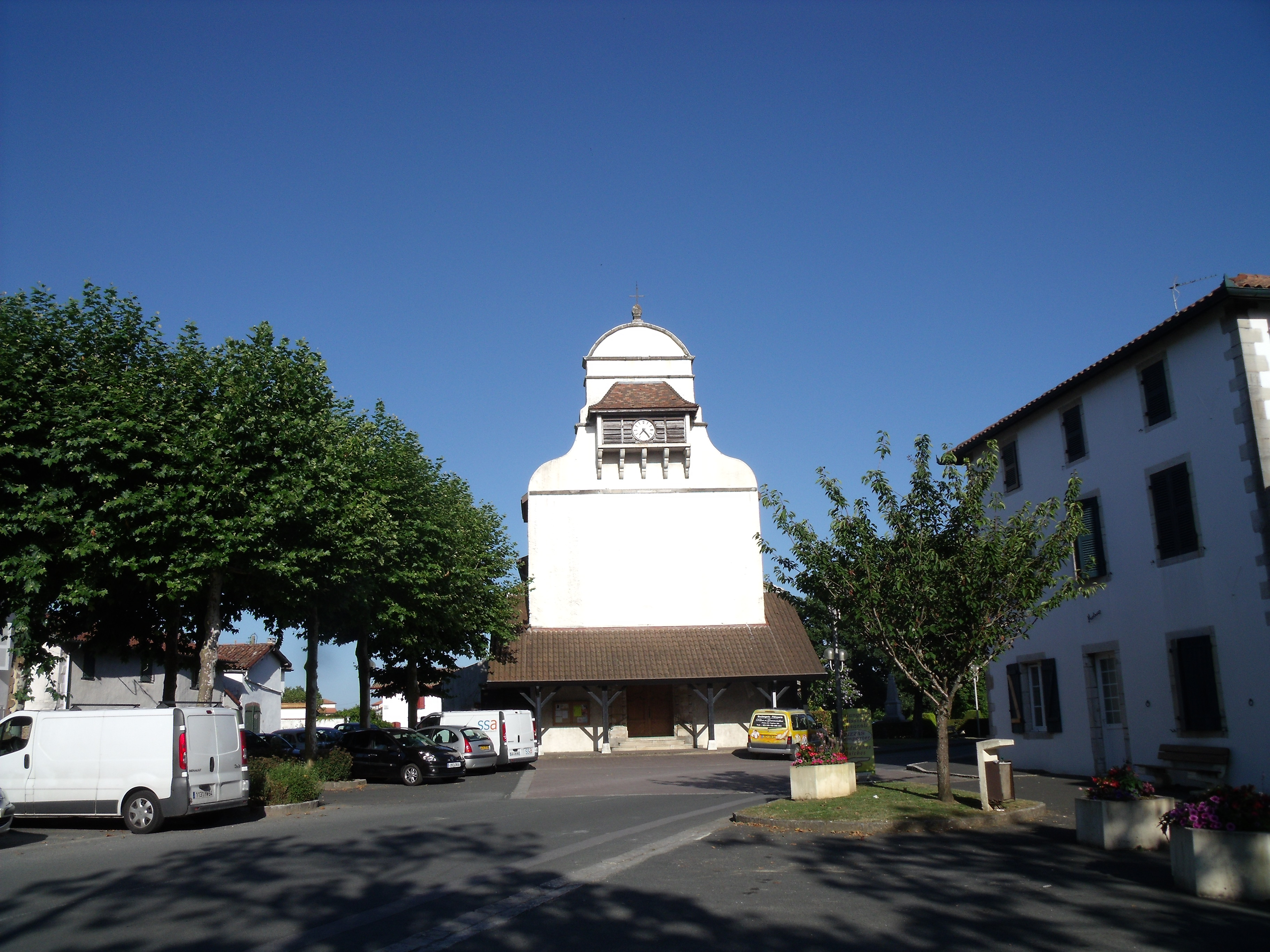
Церковь Успения Божьей Матери
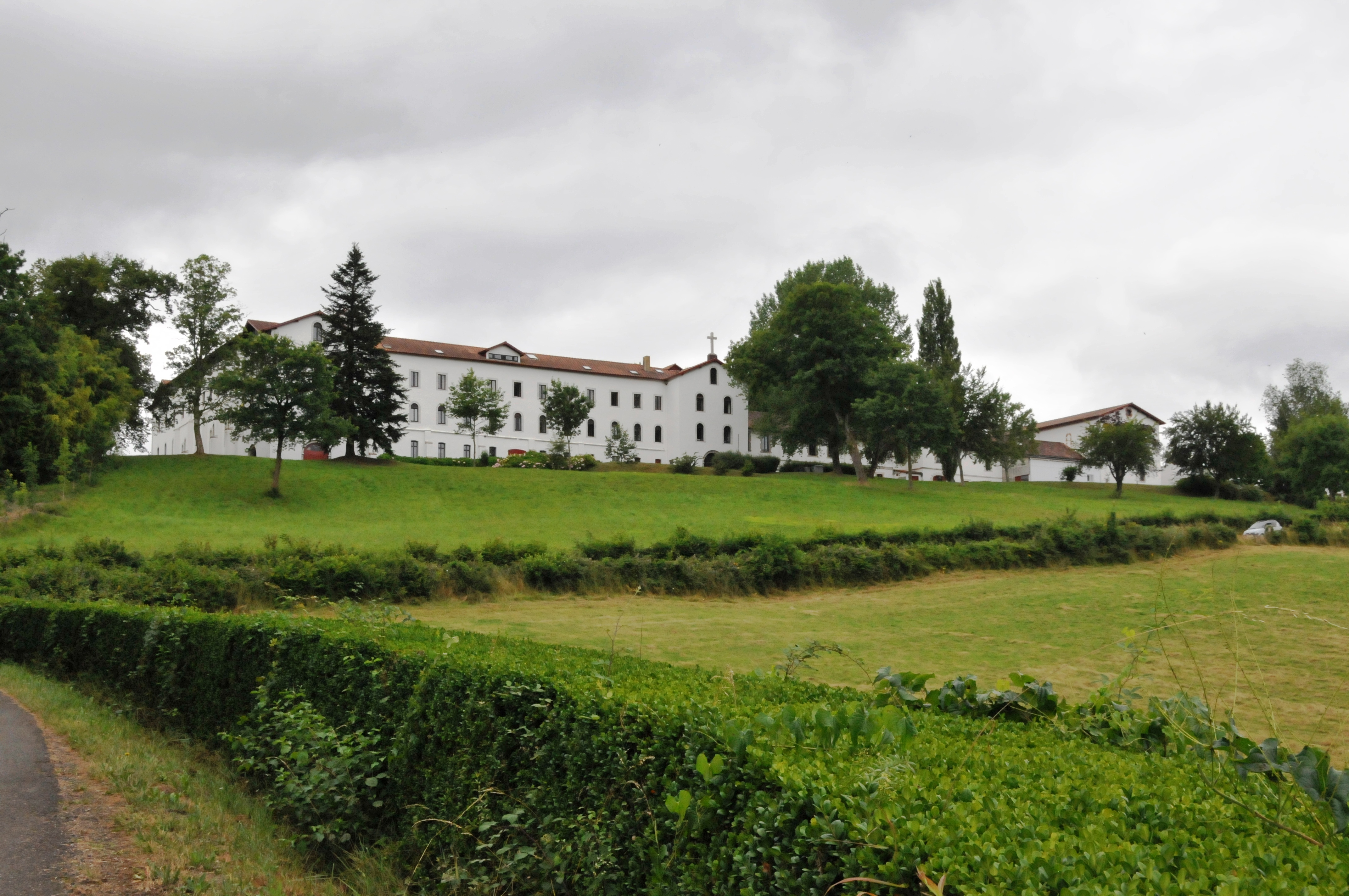
Аббатство Нотр-Дам
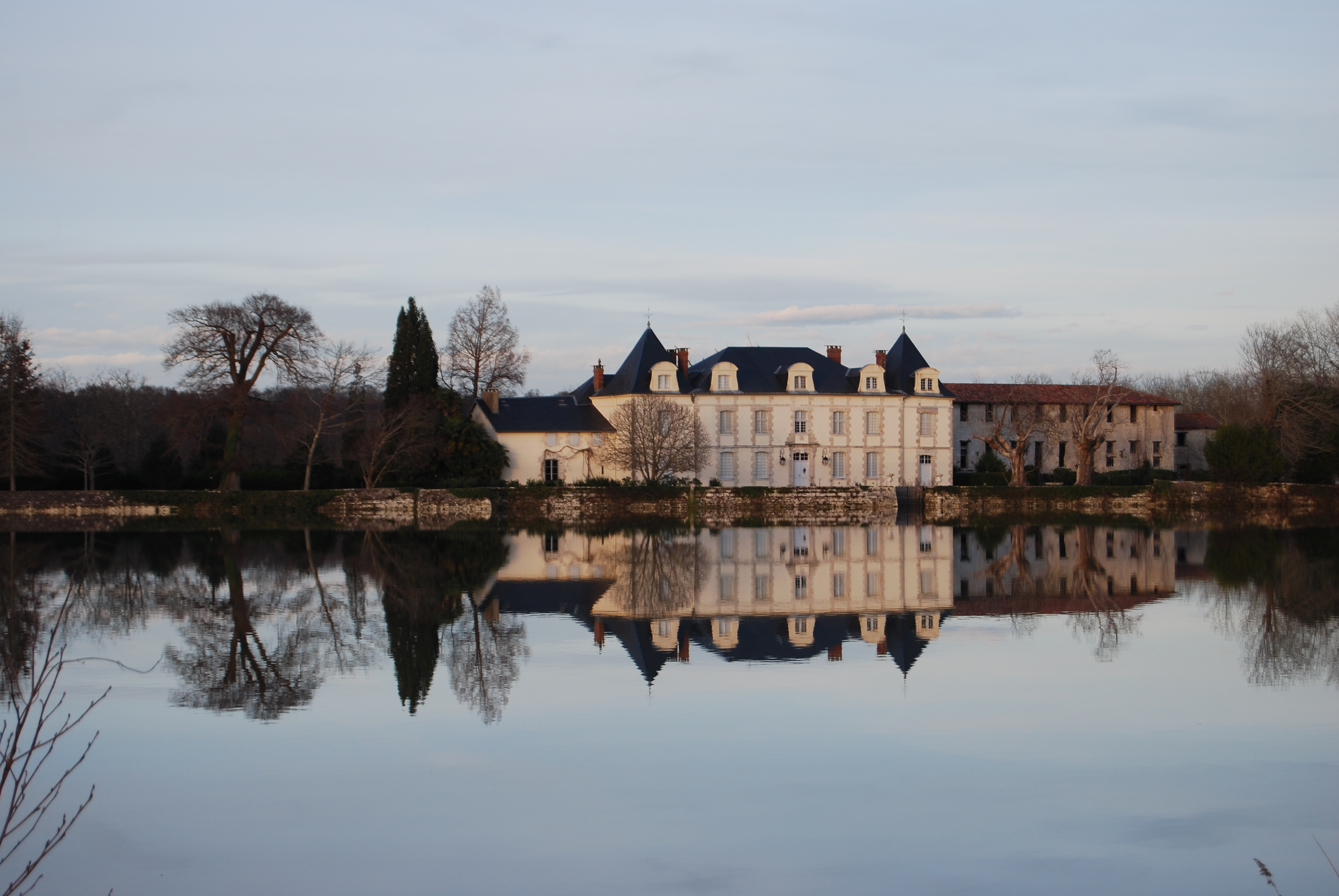
Замок Монпелье
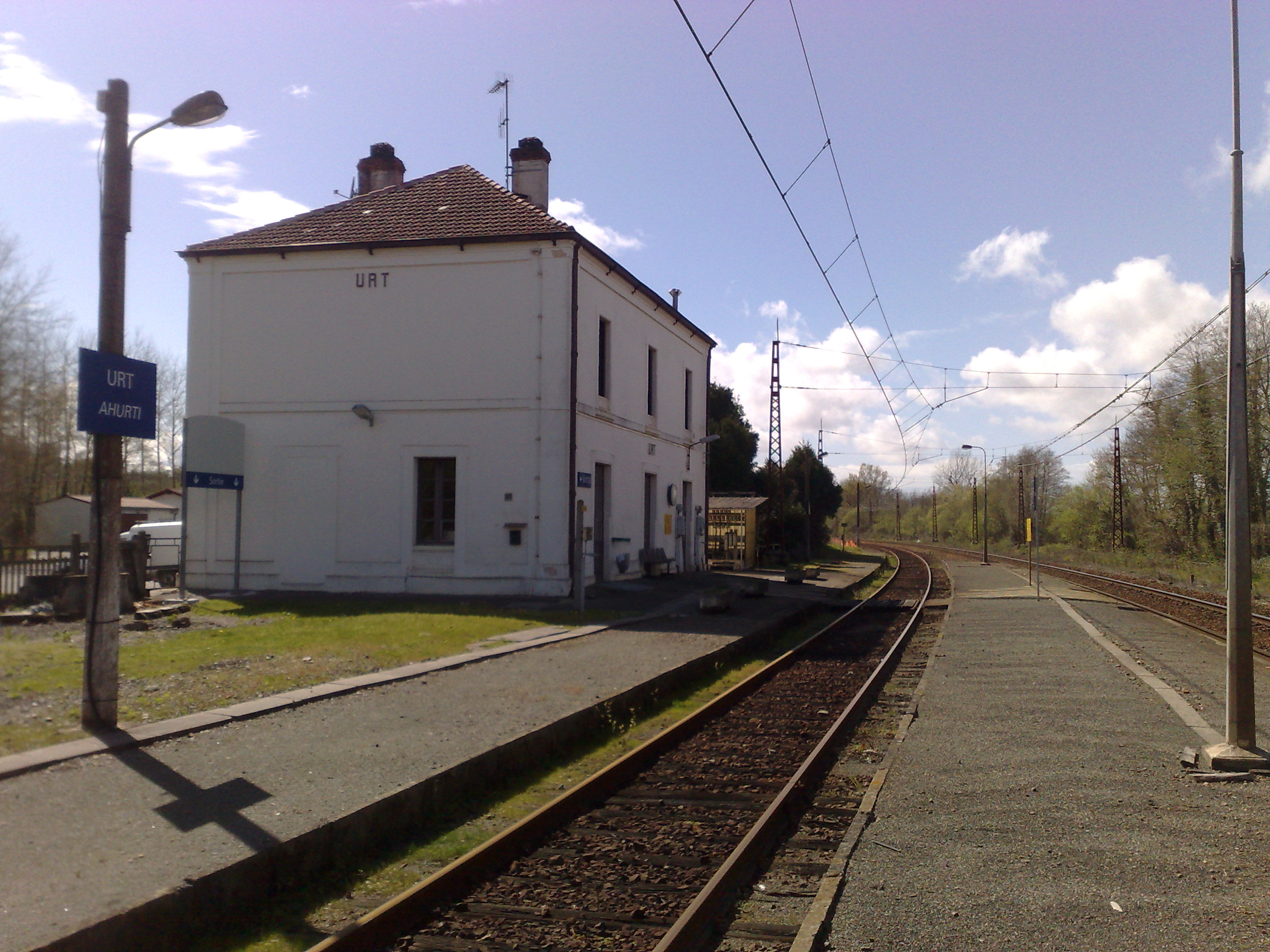
Вокзал
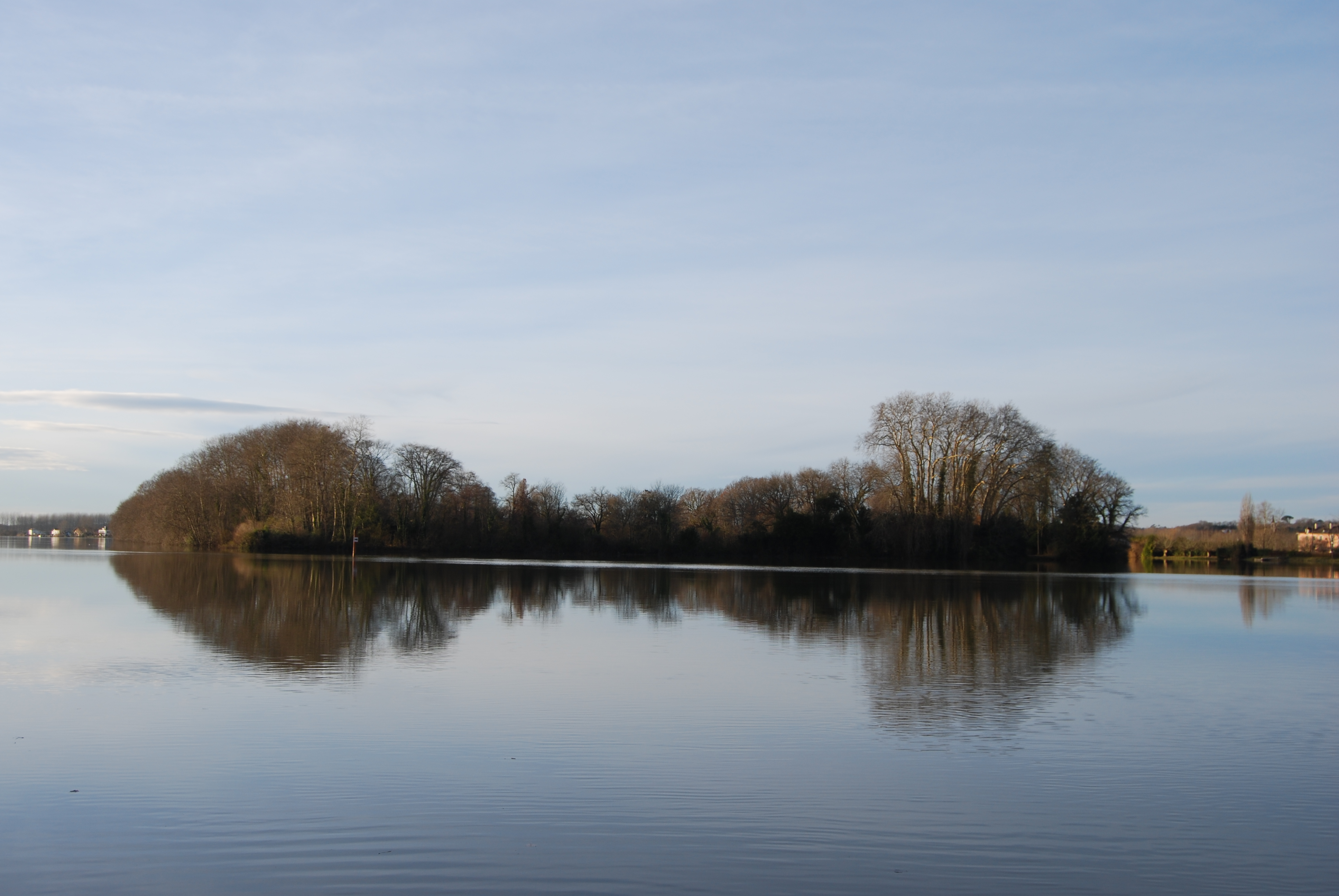
Остров Беренс
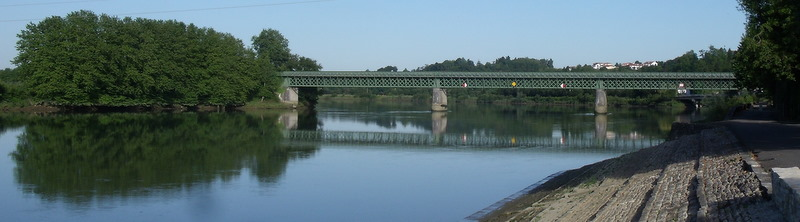
Мост через реку Адур
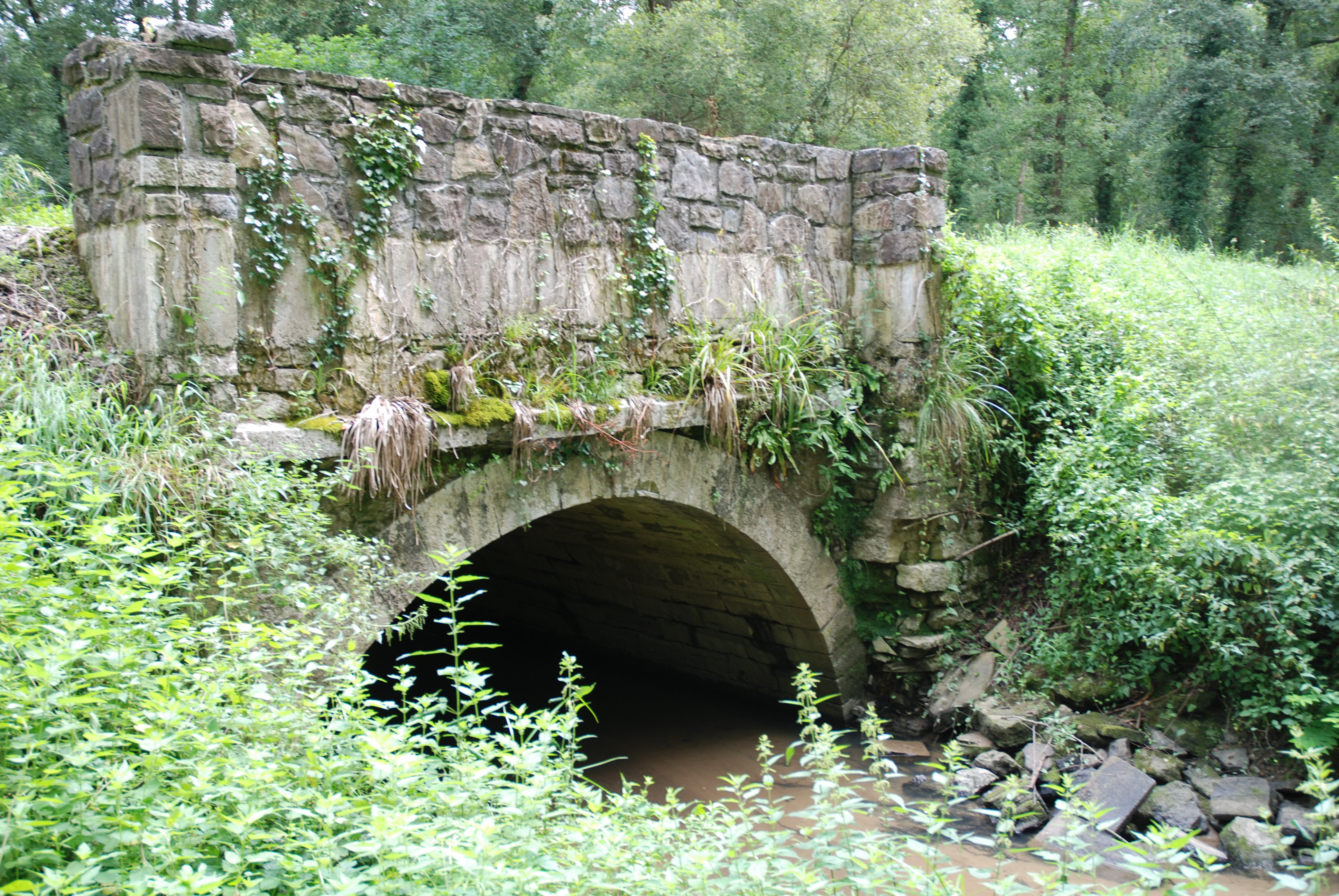
Мост через реку Аран